# Joe Mercer
Joseph „Joe“ Mercer, OBE (* 9. August 1914 in Ellesmere Port, Cheshire; † 9. August 1990 in Manchester) war ein englischer Fußballspieler und -trainer. Dabei konnte er sowohl als Spieler des FC Everton und des FC Arsenal ebenso die englische Meisterschaft gewinnen wie als Trainer von Manchester City. Zudem absolvierte er fünf Länderspiele für die englische Nationalmannschaft, die er in seinem späteren Trainerleben ebenfalls kurzzeitig betreute.

## Spielerlaufbahn
Mercer spielte zunächst in seiner Heimat für den Klub Ellesmere Port Town und wurde als halblinker Abwehrspieler ausgebildet. Seine Stärken lagen in einer überdurchschnittlichen Zweikampfstärke und in der Fähigkeit, das gegnerische Spiel vorauszuahnen. Im September 1932 schloss er sich im Alter von 18 Jahren dem FC Everton an und erarbeitete sich dort in der Saison 1935/36 einen Stammplatz in der Mannschaft. In insgesamt 186 Spielen kam er für diesen Klub zum Einsatz, schoss dabei zwei Tore und gewann in der Spielzeit 1938/39 seine erste englische Meisterschaft. In dieser Phase kam er auch zwischen November 1938 und Mai 1939 in der englischen Nationalmannschaft zu seinen fünf Länderspielen.
Wie bei vielen Spielern seiner Generation unterbrach der Ausbruch des Zweiten Weltkrieges auch die Karriere von Mercer über einen Zeitraum von sieben Spielzeiten. Obwohl er in der Armee Sergeant Major wurde, kam er in 26 internationalen Fußballbegegnungen (sogenannte „Wartime internationals“) während des Krieges – zumeist sogar als Mannschaftskapitän – zum Zuge. Nach der Wiederaufnahme des Spielbetriebs ging Mercers Liaison mit dem FC Everton schnell zu Ende, als er sich mit dem dort damals beschäftigten Trainer Theo Kelly überwarf. Dabei bestand Uneinigkeit in der Schwere einer Knorpelverletzung, an der Mercer litt. Selbst als sich Mercer nach einer eingehenden Untersuchung durch einen Orthopäden einer Operation unterzog, versagte die Vereinsführung ihre Unterstützung, so dass der Spieler selbst für den Eingriff zahlen musste. Darüber war Mercer – nach vierzehn Jahren beim FC Everton – derart erzürnt, dass er für eine Ablösesumme von 9.000 Pfund zum FC Arsenal wechselte, obwohl zuvor bereits über einen Transfer zum FC Liverpool weitestgehend Einigkeit bestanden hatte. Das unrühmliche Kapitel in Everton endete damit, dass Kelly Mercers Fußballschuhe zu den Verhandlungen mitbrachte, um dem Spieler die Möglichkeit zu nehmen, sich von seinen ehemaligen Mannschaftskollegen zu verabschieden.
Beim FC Arsenal wechselte Mercer von der Außenbahn in die zentrale Defensivposition und wurde schnell Kapitän seiner neuen Mannschaft. Neben dem Gewinn des FA Cups im Jahre 1950 konnte er 1948 und 1953 zwei weitere Meisterschaften erringen und entschloss sich im Mai 1953 zum Rücktritt vom aktiven Sport. Es folgte ein schnelles Comeback zur Saison 1953/54, das aber nach einem komplizierten zweifachen Beinbruch in einer Partie gegen den FC Liverpool am 10. April 1954 (in Folge einer Kollision mit dem Mannschaftskameraden Joe Wade) endgültig sein Ende fand. Insgesamt spielte er für den FC Arsenal in 275 Partien und wurde 1950 – im Jahr des Pokalsiegs und im Alter von bereits 36 Jahren – von den heimischen Journalisten zu Englands Fußballer des Jahres gewählt.

## Trainerlaufbahn
Zwei Tage vor dem ersten Spiel gegen Newcastle United wurde Mercer am 18. August 1955 als Nachfolger des kurz zuvor verstorbenen Reg Freeman neuer Trainer von Sheffield United. Sein Einstieg in das Trainergeschäft gestaltete sich zunächst unheilvoll und die Mannschaft stieg mit dem noch sehr unerfahrenen Mercer aus der obersten englischen Spielklasse ab. In der Folgezeit betreute er die Mannschaft in der zweitklassigen Second Division und verpflichtete im Dezember 1957 für 12.000 Pfund mit Derek Pace von Aston Villa einen Spieler, der in den folgenden sechs Jahren der jeweils beste Vereinstorschütze sein sollte.
Im Dezember 1958 äußerte Mercer seinen Wunsch, einen höher platzierten Verein trainieren zu können. Er trat daraufhin im Dezember 1958 als sportlicher Leiter von Sheffield United zurück und schloss sich dem Klub Aston Villa an, der zu diesem Zeitpunkt Tabellenletzter in der First Division war. Obwohl er mit seinem neuen Verein auf Anhieb ins FA-Cup-Halbfinale einzog, stieg er erneut in die zweite Liga ab. Als Zweitligameister gelang ihm dann jedoch in der direkt folgenden Saison die Rückkehr in die Eliteklasse. Mit einer neuen jungen Spielgeneration, die als Mercer's Minors (deutsch: Mercers Minderjährige) bekannt wurden, konnte sich der Verein respektabel in der Meisterschaftsrunde behaupten und gewann darüber hinaus in der Saison 1960/61 den erstmals ausgetragenen Ligapokal. Drei Jahre später wurde Mercer von seinem Amt enthoben, wobei der Grund in zunehmenden gesundheitlichen Problemen bestand.
Durch die einjährige Pause erholte sich Mercer wieder und betreute dann zwischen 1965 und 1971 sehr erfolgreich den Verein Manchester City. Gemeinsam mit seinem Kotrainer Malcolm Allison, der maßgeblich den Offensivstil der Mannschaft formte und prägte, führte er den Klub von der Maine Road im Jahre 1966 zur Zweitligameisterschaft und zum damit verbundenen Aufstieg in die First Division. Nur zwei Jahre später gewann er mit Manchester City die englische Meisterschaft und im Jahr darauf den FA Cup. Er komplettierte 1970 seine Trophäensammlung, als er mit dem Verein sowohl den englischen Ligapokal als auch den Europapokal der Pokalsieger errang, bevor dann Allison ins Cheftraineramt befördert wurde.
Seine letzte Trainerstation im Vereinsfußball war zwischen 1971 und 1974 Coventry City. Während dieser Zeit übernahm der mittlerweile 60-jähriger Mercer 1974 als Nachfolger von Sir Alf Ramsey zudem kurzzeitig – als erster Interimstrainer in der englischen Nationalmannschaftsgeschichte – die Leitung der englischen Nationalmannschaft. In Coventry wechselte er dann in eine Funktionärsposition und war bis 1981 dort beschäftigt.
Im Jahr 1976 wurde er mit dem Order of the British Empire als OBE ausgezeichnet. Nach seinem Rückzug vom Fußball im Jahre 1981 war Mercer nur noch gelegentlich in Fernsehshows zu sehen und verstarb 1990 – am Tag seines 76. Geburtstags – infolge seiner Erkrankung an der Alzheimerschen Krankheit in Manchester. Nach seinem Tod wurde er im Jahre 2002 in die englische Hall of Fame des Fußballs aufgenommen.

## Erfolge

### Als Spieler
- Englischer Meister: 1939, 1948, 1953
- FA-Cup-Sieger: 1950
- Englands Fußballer des Jahres: 1950

### Als Trainer
- Europapokalsieger der Pokalsieger: 1970
- Englischer Meister: 1968
- FA-Cup-Sieger: 1969
- Englischer Ligapokalsieger: 1961
- British-Home-Championship-Gewinner: 1974 (geteilter Titel)